# Arnannguaq Høegh

Arnannguaq Høegh (født 1956 i Qaqortoq, død 15. oktober 2020 i Nuuk) var en grønlandsk billedkunstner. Arnannguaq Høegh var især kendt for sine grafiske værker, men hun udtrykte sig også gennem skulptur og i det abstrakte maleri.
Høegh var uddannet på Graphic Workshop, Cape Dorset i 1976 og på Nova Scotia College of Art and Design, derudover havde hun uddannelse fra Kunstpædagogisk Skole på Københavns Kunstakademi 1982-1985.
Høegh var fra 1991 til sin død leder af Grønlands Kunstskole i Nuuk. Hun var medlem af kunstnergruppen Kimik.